# Ясленски окръг
Ясленски окръг (на полски: Powiat jasielski) е окръг в Югоизточна Полша, Подкарпатско войводство. Заема площ от 830,87 km2.
Административен център е град Ясло.

## География
Окръгът се намира в историческия регион Малополша. Разположен е в югозападната част на войводството.

## Население
Населението на окръга възлиза на 115 789 души (2012 г.). Гъстотата е 139 души/km2.

## Административно деление
Административно окръгът е разделен на 10 общини.
Градска община:
- Ясло

Градско-селска община:
- Община Колачице

Селски общини:
- Община Бжиска
- Община Дембовец
- Община Кремпна
- Община Нови Жмигрод
- Община Ошек Ясленски
- Община Сколишин
- Община Тарновец
- Община Ясло

## Фотогалерия
- Ясло
- Колачице